# Eupogonius vandykei
Eupogonius vandykei är en skalbaggsart som beskrevs av Linsley 1935. Eupogonius vandykei ingår i släktet Eupogonius och familjen långhorningar. Inga underarter finns listade i Catalogue of Life.